# Aeternitas Tenebrarum Music Foundation
Aeternitas Tenebrarum Music Foundation (teilweise auch Aeternitas Tenebrarum Musicae Fundamentum) ist ein italienisches Musiklabel. Es ist nach den Spielarten des klassischen Extreme Metals ausgerichtet und geht laut Angaben auf Discogs auf ein Webzine zurück, das sich 2005 zu einer Plattenfirma weiterentwickelte.

## Veröffentlichungen (Auswahl)
- 11 As In Adversaries – The Full Intrepid Experience of Light (2010)
- Absentia Lunae – Historia Nobis Assentietvr (2009)
- An Autumn for Crippled Children – Only the Ocean Knows (2012)
- Arcana Coelestia – Le Mirage de l’Idéal (2009)
- Dauðaró – Nýir heimar (2023)
- Forgotten Woods – Race of Cain (2007)
- Kommandant – Titan Hammer (2023)
- Melencolia Estatica – Letum (2008)
- Moonreich – Terribilis Est Locus Iste (2013)
- Semen Datura – Einsamkeit (2009)
- Ur Draugr – With Hunger Undying  (2015)
- Urna – Sepulcrum (2006)